# Donja Navarra
Donja Navarra (baskijski : Nafarroa Beherea, Baxenabarre ili Baxe Nafarroa, francuski: Basse-Navarre) je povijesna baskijska i francuska pokrajina. Danas se nalazi u sastavu francuskog departmana Atlantski Pireneji.

## Povijest
U vrijeme Sancha III. od Navare (umro 1035.) Navara je najjača kršćanska država na Pirenejskom poluotoku. Sancho VI. Vilim od Gaskonje prisegnuo je na odanost navareškom kralju. Kraljevina Navara je postala feudalni gospodar Gaskonje, s kojom je uvijek državala bliske veze.  Štoviše, doline Baigorri, Ossès, Arberoa, Cize i Arberoa su priključeni potonjoj,  uspostavljajući tako prvu jezgru navareške vlasti na zemljama sjeverno od Pirineja. Dok su ove doline Gaskonjci ponovno preuzeli za određeno razdoblje, grofovija/županija Ultrapuertos (nazvane Merindad u Navari) je ponovno vraćena Navari godine 1234., došavši pod vlast šerifa od Saint-Jean-Pied-de-Port. Međutim, točne granice nisu utvrđene sve dok rat 1244. – 1245.  između Lapurdijaca i Navareza nije završio.
Godine 1512. vojvoda od Albe pod naređenju kralja Ferdinanda II. Aragonskog je vodio vojsku koja je napala Navaru, zauzevši i Saint-Jean-Pied-de-Port. Godine 1516., kralj Ivan III. od Navare je ponovno osvojio grad, dok ga španjolska vojska Karla I. s 10000 vojnika nije ponovno zauzela uhvatili. Trupe Karla I. zadržale su St-Jean-Pied-de-Port i njegovo zaleđe ali su se susreli s jakim otporom na čelu s lokalnim knezovima lojalnim Henriku II. od Navare. Saint-Palais ostao izvan španjolskog dosega.
Naposljetku, legitimni kralj Navare je otkinuo de facto ostatak Navare sada pod španjolskom vlašću, obnovio navareške službene ustanove i tijela u Donjoj Navari, npr. Sabor 1523., kancelarija 1524., kraljevsku kovnicu novca malo kasnije u Saint-Palais (Donapaleu u baskijskom), itd. Godine 1525. novi vojni upad na čelu sa španjolskima potkraljem Navare je podložio regiju, i pokušao zaraditi lojalnost plemića, ali oni su jednoglasno bili odani Albretima, a knez od Luxa i Miossens, Esteban Albret, ponovno je osvojio regiju 1527. Do 1528., španjolski kralj Karlo je izgubio interes za osvajanje Navare preko Pirineja, teško obranjivog područja, potpisavši sporazum s Francuskom godine 1530. u Cambraiu.
Tijekom 16. stoljeća Albreti su vladali širim teritorijem (koji je uključivao i npr.  Béarn) a sjedište navareških monarha je preneseno u Pau, glavni grad Béarna, gdje je rođen Henrik III. Henry III je općenito poštovao zakone koje je donosio Sabor, unatoč sporadičnim prigovorima na njihove odredbe. Njegov sin Luj XIII. od Francuske je definitivno nerado gledao na bilo kakvo obvezujuće čitanje navareških zakona, i proturao labavije tekstova, bez određenog značenja kako bi se imao slobodne ruke. U konačnici to je dovelo do progresivne francuske centralizacije svih relevantnih odluka i stečevina tijekom 17. i 18. stoljeća.
Godina 1620. i 1624.  nakon što je posljednji kralj samostalne Navare Henrik III. Postao kralj Francuske kao Henrik IV. zastupnički dom i pravosudni sustav su spojeni s onima Béarnu i prebačeni iz Saint-Palais u Pau, unatoč prosvjedima zastupnika Navare, koji su ukazivali na njihove različite tradicije i jezike - baskijski i bearnski (gaskonjski). Naslov kralja Navarre će i dalje držati nasljednici Albreta a Bourboni do francuske revolucije, dok je samo kraljevstvo uklopljeno u Francusku godine 1620.

## Zemljopis
Donja Navara je skup dolina u podnožju Pireneja. Aldudes dolina, oko grada Saint-Etienne-de-Baïgorry na jugu Donje Navare, čuvajući mnoge stare tradicije, s kućama od ružičastog pješčenjaka i poput natjecanja u snazi. U okolini grada Irouléguya proizvode se istoimena vina .
Rijeka Nive uzdiže se u Donjoj Navari i teče kroz pokrajinu prema Bajoni, gdje se sastaje s Adourom. Iza grada Saint-Jean-Pied-de-Port, Nive ulazi u dolinu Ossès, s mnogo rezbarenih starih kuća s u selima Ossès, Irissarry i Bidarray. Tamo postoji rezervat za potok, divljeg baskijskog ponija, koji u dolini čuva ovu rijetku pasminu.
Sjeverno od Saint-Jean-Pied-de-Port je regija Mixe oko grada Saint-Palais, bivšeg Navareškog grada. Iako je u blizini Bearna, baskijski utjecaj i tradicija su jaki. Donjonavareški je dijalekt baskijskog jeziku koji se govori u regiji. Malo južno od Saint-Palaisa, tri glavne rute za Santiago de Compostelu na putu sv. Jakova sastaju se se u zaseoku Ostabat, donoseći mnogo bogatstva i trgovinu na to područje još od srednjeg vijeka.
Put sv. Jakova predvodi južno od Saint-Jean-Pied-de-Port prema planinskom prijevoju iznad Roncesvallesa. Hodočasnici su putovali preko regije Cize u Donjeoj Navari na njihovom putu preko planina do Navare.  Sela poput Estérençubyja i Lecumberryja su popularna za agro-turistička odredišta i šuma Iraty bukva na španjolskoj granici je poznata po svojim pogledima i povijesti. Dolmens i drugi neolitički spomenici ukrašavaju krajolik, uključujući Tour d'Urkulu visoko u planinama na 1149 metara-2000 godina stara kružna platforma ogromnih kamenih blokova. Donja Navara je dobro omeđena planinama na zapadu (s planinom Iparla kao najvišom i najlegendarnijih znamenitostima), jugu (Roncevaux, Mount Urkulu i Pireneji uopce) i istoku (omeđeno zapadnim planinama Zuberoe).
Općina Samatze (francuski:Sames) je najsjevernija u Donjoj Navari u Ujedno u čitavoj Baskiji.

## Jezik i kultura
Osim francuskog, službenog jezika kojim govori cijela populacija, korištenje baskijskog jezika je široko rasprostranjeno. Godine 2001., od 28000 stanovnika Donja Navare, 17080 njih je tvrdilo da posjeduje znanje baskijskog jezika što predstavlja 61% stanovništva i bio drugi najveći postotak među trima baskijskim pokrajinama; samo iza Zuberoa imala veći postotak, njih 64% Najnovija istraživanja, međutim, ukazuju na nazadovanje, naročito među mladim ljudima, opadajući na oko 55,5%.  Na jugozapadu Donje Navare, u općinama Aldudes, Bancay i Urepel, Govori se gornjonavareški dijalekt koji se većinom govori u Gornjoj Navari. U ostalim dijelovima Donje Navare govori se navarsko-lapurdijski dijalekt
S obzirom na njihov kulturni identitet, i na pitanje "smatrate li se Baskom?", 63%  ispitanika Donje Navare odgovorilo je potvrdno, 9% u određenoj mjeri, a drugih 24%  niječno.

## Upravna podjela
Donja Navara je tradicionalno bila podijeljena na 6 županija koje su pak podijeljene na pripadajuće općine.
- Agramont (Bidaxune)
- Amikuze/Amiküze (francuski:Pays de Mixe)
- Arberoa (francuski:Arberoue )
- Baigorri-Ortzaize (francuski:Baïgorry-Ossès)
- Garazi(francuski:pays de Cize)
- Oztibarre (francuski:Ostabarret)

## Vanjske poveznice
- http://www.jpdugene.com/tourisme/pays_basque/basse_navarre.htm (fr.)
- http://www.donapaleuturismo.com/  Arhivirana inačica izvorne stranice od 8. veljače 2014. (Wayback Machine) (bask.)